# الحزب المدني المستقل
الحزب المدني المستقل (بالإسبانية : Partido Civil Independiente) كان حزبًا سياسيًا في بيرو. تأسس عام 1911. كان رئيس الحزب إنريكي باريدا وأوسما.